# Gaston Martin
Pour les articles homonymes, voir Gaston Martin (homonymie) et Martin.
Gaston Martin, né à Saint-Aignan-Grandlieu (Loire-Atlantique) le 26 septembre 1886 et mort à Clairac (Lot-et-Garonne) le 16 janvier 1960, est un historien, essayiste et homme politique français.

## Biographie
Professeur d’histoire moderne et contemporaine à l’Université de Bordeaux, il fut révoqué et interné sous le gouvernement de Vichy à cause de son appartenance à la franc-maçonnerie. Membre du Parti républicain, radical et radical-socialiste, il fut député de Lot-et-Garonne de 1932 à 1936.
L'Académie française lui a décerné le prix Thérouanne en 1932 pour ses ouvrages Nantes au XVIIIe siècle et L'ère des négriers.
Avant la Seconde Guerre mondiale, il est conseiller de l'Ordre du Grand Orient de France.
Gaston Martin a été membre des loges L'Encyclopédique à Toulouse, La Vraie Fraternité à Agen et Espérance et Fraternité à Clairac. En 1947-1948 il est le vénérable maître de cette dernière[réf. nécessaire]
De 1936 à 1938, il préside la Société des agrégés.

## Publications
- Carrier et sa mission à Nantes, thèse, PUF, Paris, 1924
- La Politique nantaise des subsistances sous la Constituante et la Législative, thèse complémentaire, PUF, Paris, 1924
- La Franc-maçonnerie et la préparation de la Révolution de 1789 en France et spécialement en Bretagne, Charles Falandry, Toulouse, 1925 ; PUF, Paris, 1926
- Nantes au XVIIIe siècle, l'administration de Gérard Mellier, 1709, 1720, 1729, Lion et fils, Toulouse, 1928
- Manuel d'histoire de la franc-maçonnerie française, PUF, Paris, 1929 ; 1932 ; 1934
- Le Lycée de Toulouse, de 1763 à 1881, Édouard Privat, Toulouse, 1930
- L'Ère des négriers (1714-1774) : Nantes au XVIIIe siècle, Alcan, Paris, 1931 ; Karthala, Paris, 1993 Extraits en ligne
- Capital et travail à Nantes au cours du XVIIIe siècle, Librairie des sciences économiques et sociales, M. Rivière, Paris, 1931
- Essai d'une interprétation symbolique des grades intermédiaires entre maître et rose-croix, Charles Falandry, Toulouse, 1932
- Négriers et bois d'ébène, B. Arthaud, Grenoble, 1934
- La Doctrine coloniale de la France en 1789, Recueil Sirey, Paris, 1935
- Jacques Cartier et la découverte de l'Amérique du Nord, NRF Gallimard, 1938
- J.-P. Marat : l'œil et l'ami du peuple, Rieder, Paris, 1938
- Le 14 juillet 1789, PUF, Paris, 1939
- Livre du cinquantenaire de la Séquanaise-Capitalisation, précédé d'une Esquisse sur l'histoire de l'Epargne, La Séquanaise-capitalisation, Paris, 1939
- Les Jacobins, PUF, Paris, 1945 ; coll. « Que sais-je ? », 1963
- L’Abolition de l’esclavage (27 avril 1848), PUF, Paris, 1948
- Histoire de l'esclavage dans les colonies françaises, PUF, Paris, 1948 ; G. Monfort, Saint-Pierre-de-Salerne, 1978
- La Révolution de 1848, PUF, Paris, 1948 ; 1959

## Sources
- « Gaston Martin », dans le Dictionnaire des parlementaires français (1889-1940), sous la direction de Jean Jolly, PUF, 1960 [détail de l’édition]

- Ressources relatives à la recherche :   - Persée
  - Thèses de doctorat ès lettres soutenues en France de 1808 à 1940
- Ressource relative à la vie publique :   - Base Sycomore
- Notices d'autorité :   - VIAF
  - ISNI
  - BnF (données)
  - IdRef
  - LCCN
  - GND
  - Italie
  - Japon
  - Espagne
  - Pays-Bas
  - Pologne
  - Israël
  - NUKAT
  - Catalogne
  - Vatican
  - Norvège
  - Tchéquie
  - Grèce
  - WorldCat